# Podhradí nad Dyjí
Podhradí nad Dyjí là một làng thuộc huyện Znojmo, vùng Jihomoravský, Cộng hòa Séc.